# الاتحاد الوطني لطلبة المغرب
الاتحاد الوطني لطلبة المغرب أ.و.ط.م. هي منظمة طلابية نقابية مغربية، بدأت بالتوجه اليساري وانتهت في يد الطلبة الإسلاميين تعيش حاليا تحت الحضر العملي بسبب عدم انعقاد مؤتمرها السابع عشر، مما جعلها تعيش في حالة من الفوضى والنزاعات بين الفصائل اليسارية والإسلامية. من بين أهدافها محاربة الاستعمار الثقافي ونشر ثقافة وطنية.

## تاريخ
تأسس الاتحاد الوطني لطلبة المغرب سنة 1956 كمنظمة نقابية لطلبة الجامعة والثانوية، فتأثرت بالغليان السياسي لمرحلة ما بعد الاستقلال، وكان أول رئيس شرفي لها هو الحسن الثاني.
سنة 1962 قاطع الاتحاد الطلابي أول دستور للبلاد، وشهدت تلك السنة الجامعية إضرابات نقابية وسياسية، طالبت باستقلال الجزائر عن فرنسا، واحتلت الجماهير الطلابية سفارة فرنسا بالرباط في 11 و12 نونبر 1961 تضامنا مع حركة التحرر والثورة الجزائرية، وإدانة حرب الرمال في 1963، فتعرض رئيسها آنذاك للمحاكمة غيابيا وحكم عليه بالإعدام.[وصلة مكسورة]
في أكتوبر 1964 جرت أول محاولة لحل المنظمة بدعوى عدم ملاءمة قانونها الأساسي ومضمون قرار لوزير الداخلية، واجههه طلبة الاتحاد بإضرابات جعلت النظام يتراجع عن خيار الحل، لكن صدر ظهير يلغي ظهير 1961 الذي يعتبر الاتحاد الوطني لطلبة المغرب جمعية ذات منفعة عامة.

## المنع
عرفت سنة 1965 أحداث دامية بالدار البيضاء، على إثر قرار لوزير التعليم بمنع التلاميذ المتقدمين في السن من مواصلة الدراسة. وفي المؤتمر الخامس عشر للاتحاد، في يوليو 1972، رفع شعار «لكل نضال جماهيري صداه في الجامعة».أعلن طلبة كلية الآداب في ظهر المهراز بفاس، حرم الكلية ومحيطها «منطقة محررة»، لا تصلها قوات الأمن. وصلت المواجهة بين الحركة الطلابية والسلطة بحظر اتحاد الطلبة في 24 يناير 1973 اعتقل خلالها جميع أعضاء اللجنة التنفيذية المنبثقة عن المؤتمر الخامس عشر.
بعد طرح قضية الصحراء والمسيرة الخضراء، رفعت الحكومة الحظر عن الاتحاد الطلابي، وأشرف أعضاء اللجنة التنفيذية للمؤتمر 15 على التحضير للمؤتمر 16، وبعضهم شارك من داخل السجن، حيث كانوا يقضون عقوبات طويلة في إطار الاعتقالات التي طالت تنظيمي «إلى الأمام» و«23 مارس».

## صعود الإسلاميين
بعد أن كان المسيطر على الساحة الجامعية هم اليساريون، بدؤا بنشر ايديولوجيات يسارية شيئا فشيئا الا أن مخاوف دخول الإسلاميين إلى الحرم الجامعي كان يشكل لهم مشكل. خلال تلك المرحلة بدأ اليساريون بشكل أخر من العمل وهو نشر الفكر اليساري التقدمي بعيدا عن الدين مولته الدولة خلال تلك المرحلة بغية القضاء على الأسلاميين. استثار هذا الأمر حفيظة الإسلاميين خصوصا وأنه في هذه المرحلة كان لهم أعضاء في الجامعة. بعدها بدأت مواجهة دموية بين الفصائل اليسارية من جهة وبين الفصائل الإسلامية. وانتهت المواجهة ببروز الإسلاميين في الساحة. في هذه المرحلة كانت الدولة تحاول اضعاف جماعة العدل والإحسان حيث اعتقلت خلالها أزيد من 75 طالبا من بين أعضاء الجماعة وتم اتهامهم باغتيال أحد الطلبة وامتنعت الدولة عن اعطاء الفحص الطبي والجثة خشية أن يعتقد بأن الدولة هي من قتلته.
شهدت السنوات اللاحقة سيطرة الخلافات الحزبية، ثم الصراعات العنيفة بين الفصائل، وصولا إلى استخدام العنف الدامي داخل الحرم الجامعي أمام أنظار المخزن (المغرب)، وانتهاء ببروز فصيل طلبة العدل والاحسان، والذي أصبح أول فصيل يدعو إلى الحوار و التفاهم، ومن مبادراته الوطنية:
· الدعوة إلى ميثاق جامعي سنة 1991 الذي لم يستجب له أحد.
· الدعوة إلى ندوة بين الفصائل بالبيضاء في نونبر 1996 و لم يستجب أحد.
· الدعوة إلى جبهة وطنية في 21 نونبر 1997 و لم يستجب أحد.
· الدعوة إلى ندوة بين الفصائل بفاس في 11 مارس 1997 و لم يستجب أحد.
· التحضير للمؤتمر الوطني لأوطم و الذي كان مزمعا عقده في مارس 2002.

## قضية الطلبة المطرودين
فتح اعتصام يخوضه ثلاثة طلبة بجامعة ابن زهر بأكادير الباب مشرعاً لحملة تضامن واسعة معهم، وذلك إثر حرمانهم من اجتياز الامتحانات الجامعية المقامة حالياً بكلية العلوم أكادير.
الطالبان عمر الطالب ومحمد الحميد اللذان يدرسان بسلك علوم الحياة، والطالب عبد الناصر الطوني الذي يدرس في سلك الرياضيات، قرّروا خوض اعتصام مفتوح أمام كلية العلوم بعد منعهم من اجتياز امتحانات الدورة العادية للفترة الربيعية.
جدير بالذكر أنّ اعتصام هؤلاء الطلبة المنتمين للاتحاد الوطنيّ لطلبة المغرب، بعدَ فصلهم من كلية العلوم بجامعة ابن زهر، قد لقي اهتماما واسعا، حيث تلقى المعتصمون زيارات حقوقيّة، واعتبرت هيئات مثل الرابطة المغربية للمواطنة وحقوق الإنسان أنّ قرار الطرد قد تمّ “بسبب نشاطهم الطُّلّابيّ داخل الجامعة”..، ووصل صدى هذا الاعتصام الذي فاق الأسبوعين إلى البرلمان، حيث وجّهت حنان رحاب، نائبة برلمانية عن الفريق الاشتراكي بمجلس النواب، سؤالا كتابيا في الموضوع إلى سعيد أمزازي، وزير التربية الوطنية والتكوين المهني والتعليم العالي والبحث العلمي، ومن بين ما ذكرته النائبة البرلمانية في سؤالها أنّ قرار الطرد والحرمان من مواصلة الدراسة بشكل نهائيّ “يضرب فصول الدستور والمواثيق الدولية عرض الحائط”، وطالبت الوزير بـ”توضيح الإجراءات والتدابير الاستعجالية التي ستتخذها وزارته لوقف قرار طرد ثلاثة طلبة بكلية العلوم بأكادير، وبالتالي ضمان حقهم في التعليم.”

## وصلات خارجية
الموقع الرسمي: https://unem.net/